# قناة السفر
قناة السفر (بالإنجليزية: Travel Channel) قناة تلفزيونية أمريكية كبلية وفضائية. تملكها شبكة سكربز التفاعلية. يقع مقرها في تشفي تشايس، ماريلاند، الولايات المتحدة. أسست القناة في 1 فبراير، 1987، في الولايات المتحدة. تبث القناة برامج وثائقية، وبرامج الواقع، محتواها عن السفر في والولايات المتحدة وحول العالم.
اعتباراً من فبراير، 2015، 91.5 مليون أسرة في الولايات المتحدة (78.6% من الاسر التي تمتلك تلفاز) يتلقون بث قناة السفر.

## وصلات خارجية
- الموقع الرسمي